# Zolótaia Gorà
Zolótaia Gorà (en rus: Золотая Гора) és un poble de l'óblast de Saràtov, a Rússia, segons el cens del 2010 tenia 68 habitants. Pertany al districte municipal de Líssie Gori.